# Anton Keš
Anton Keš-Stojan, slovenski tigrovec, komunist, partizan, politični komisar, častnik, pedagog, prekomorec in prvoborec, * 24. februar 1925, Bač , +1. junij 2011, Bač.

## Življenjepis
Že zgodaj je začel sodelovati pri TIGRu in deloval kot njihov kurir.
Leta 1941 je vstopil v OF in NOB. Sprva je deloval kot aktivist, nato pa je maja 1942 postal borec Brkinske čete. Nato je bil dodeljen relejni postaji P-1 kot kurir. Naslednje zadolžitev je dobil v Šercerjevi, Brkinski in 13. brigadi, nato pa ponovno na relejni postaji P-1.
Junija 1944 je bil hudo ranjen in z letalskim transportom poslan v Bari. Tam je ozdravel in se pridružil 10. dalmatinski brigadi. Nato je postal pripadnik 5. prekomorske in 15. brigade.
Po vojni je ostal v JA/JLA in služboval v Beogradu, Lukavici, Tuzli, Zadru, Sarajevu, Maglaju, Bosanskem Šamcu, Vinkovcih, Slavonskem Brodu, Osijeku, Zenici in Beogradu. 
Leta 1966 je izstopil iz KPS in JLA, ker je bil razočaran zaradi odnosa do Slovencev.
Postal je predavatelj in docent za predmet splošni ljudski odpor na Višji upravni, Filozofski in Pedagoški fakulteti v Ljubljani.
Konec leta 1968 je bil ustanovljen Krimski odred TO, ki mu je poveljeval do 1974, ko je postal politični komisar Ljubljanske pokrajine TO; ta položaj je opravljal do 31. decembra 1985, ko je bil črtan iz vojaške evidence.
Po upokojitvi je nekaj časa še živel v Ljubljani, nato pa se je vrnil v rodni Bač.
Bil je bratranec (po materini strani) Toneta Tomšiča.

## Napredovanja
- ? - podpolkovnik protiletalske obrambe

## Odlikovanja
- partizanska spomenica 1941 (št. 22.425)
- red dela z rdečo zastavo (22. oktober 1975)
- red zaslug za ljudstvo II. stopnje (št. 2435; 30. februar 1946)
- red bratstva in enotnosti II. stopnje (22. december 1961)
- red za hrabrost (med vojno in 11. julija 1947)
- medalja za hrabrost (med vojno)
- red za vojaške zasluge III. stopnje (18. april 1955)
- red ljudske armade s srebrno zvezdo (22. december 1964)
- spominska medalja 10 let JLA 1941-51
- spominska medalja 20 let JLA 1941-61
- spominska medalja 30 let JLA 1941-71
- medalja odličnega strelca (1961)
- spominska medalja borcev prekomorskih brigad 1945
- spominski znak kurirjev partizanskih relejnih postaj
- medalja domovinske vojne 1944-45 (Bolgarija)